# Gianella Marengo
Gianella Valentina Marengo Díaz (née le 31 août 1986 à Valparaíso), est un mannequin et une présentatrice de télévision chilienne.

## Télévision

### Émissions
| Année     | Émission                         | Rôle                                                            | Chaîne      |
| --------- | -------------------------------- | --------------------------------------------------------------- | ----------- |
| 2007      | Pelotón I                        | Participante (3e lieu)                                          | TVN         |
| 2007      | El Baile en TVN: Saison 3        | Participante (4e lieu)                                          | TVN         |
| 2008      | El Baile en TVN: Grands gagnants | Participante (2e lieu)                                          | TVN         |
| 2009      | Calle 7                          | Participante (17e éliminée)                                     | TVN         |
| 2009-2012 | Yingo                            | Participante (2009-2011) Présentatrice remplacement (2011-2012) | Chilevisión |
| 2009      | Fiebre de Baile II               | Participante (abandonné par lésion)                             | Chilevisión |
| 2009-2012 | Sin vergüenza                    | Présentatrice                                                   | Chilevisión |
| 2010      | Fiebre de Baile III              | Participante (3e lieu)                                          | Chilevisión |
| 2013      | Vive Viña en TVN                 | Panéliste                                                       | TVN         |
| 2013-2014 | Mujeres primero                  | Elle-même (Invitée) (3 épisodes)                                | La Red      |
| 2013      | Así somos                        | Panéliste                                                       | La Red      |
| 2013      | Mi nombre es...                  | Animatrice de backstage                                         | Canal 13    |

### Telenovelas
| Année | Telenovela       | Personnage     | Chaîne         |
| ----- | ---------------- | -------------- | -------------- |
| 2004  | La Colombina 280 | Matilde        | UCV Televisión |
| 2010  | Amor virtual     | Simona         | Chilevisión    |
| 2011  | Vampiras         | Verona Piuchén | Chilevisión    |